# Vicente Molina Foix

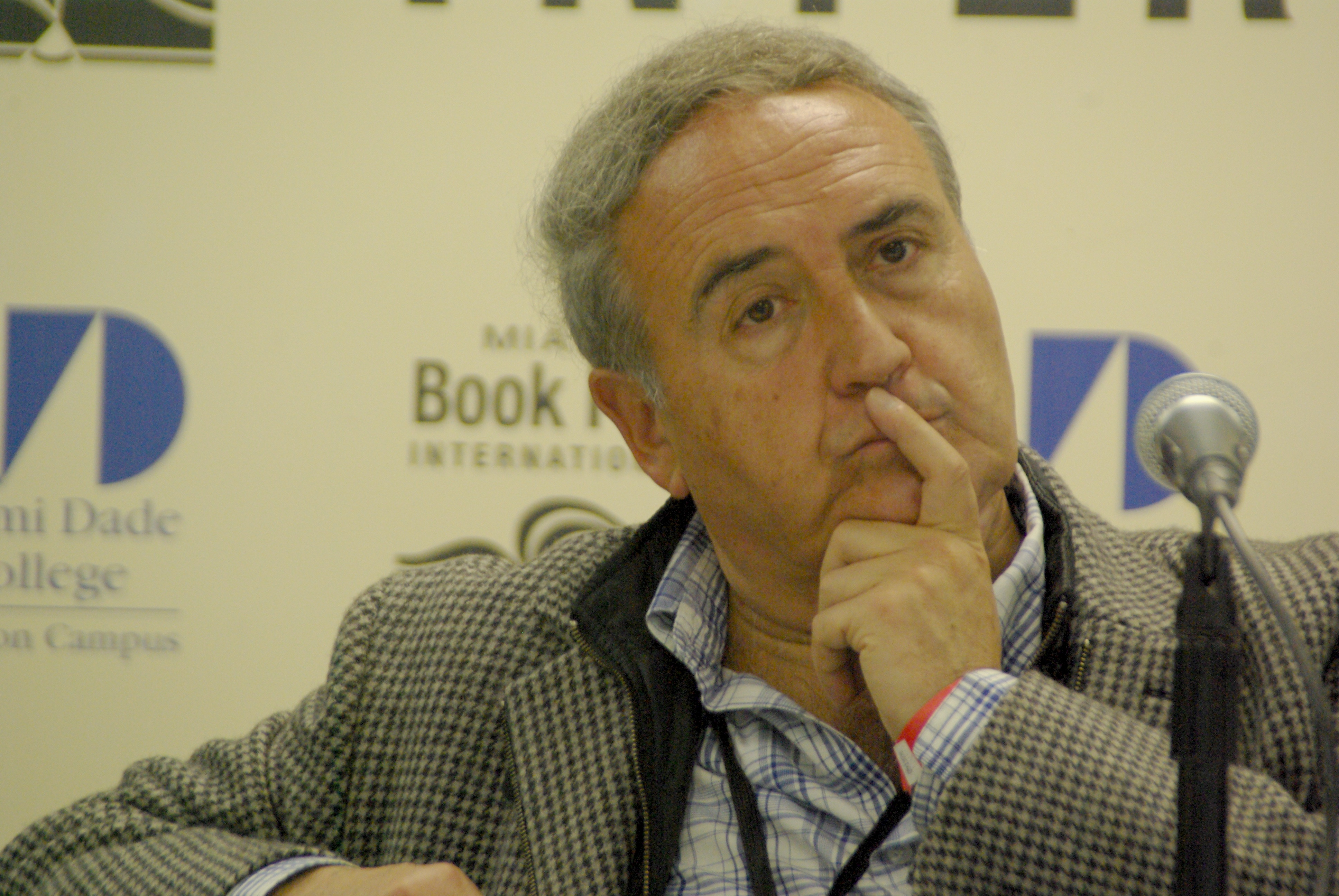
Vicente Molina Foix an der Miami International Book Fair

Vicente Molina Foix (* 1946 in Elche) ist ein spanischer Schriftsteller, Übersetzer, Cineast und Dramaturg.

## Biografie
Seine literarische Karriere begann er mit Dichtung und wurde ab 1970 in der Anthologie Nueve novísimos poetas españoles von Castellet aufgenommen, eine der wichtigsten Veröffentlichungen über die spanische Dichtung des zwanzigsten Jahrhunderts. Im selben Jahr erschien sein erster Roman Museo provincial de los horrores. Auf seine Debütveröffentlichung folgte Busto, für das er den Barral-Preis 1973 bekam. Es folgten weitere Romane und Übersetzungen, unter anderem von Shakespeares Hamlet oder dem Kaufmann von Venedig.
1990 schrieb er das Libretto für die Oper El viajero indiscreto des spanischen Komponisten Luis de Pablo. Seit 1985 schreibt er Filmkritiken für die Zeitungen El País, Diario 16 und Fotogramas. Molina Foix ist auch als Kameramann tätig und dreht Filme: Sagitario (2001) mit Ángela Molina und Eusebio Poncela sowie El dios de la Madera mit Marissa Paredes (2006). Der Roman La quincena sovietica wurde mit dem Premio Heralde 1988 und dem Premio Azorin ausgezeichnet.
Molina Foix steht zu seiner Homosexualität und behandelte dieses Thema in vielen seiner Werke, besonders in seinen Romanen La comunión de los atletas und in Los ladrones de niños. Im Roman El invitado amargo (2014), welchen er zusammen mit Luis Cremades schrieb, erzählen beide ihre Liebesgeschichte in den 80er Jahren. In der Zeitung El País beschreibt Molina Foix die erste gleichgeschlechtliche Ehe in Spanien des Schweizer Kunstmalers Daniel Garbade in Mascaraque, für den er auch einige Texte in Katalogen schrieb.

## Werke
Romane
- Museo provincial de los horrores (1970).
- Busto (1973).
- Los padres viudos (1984).
- Vicente Molina Foix: La quincena soviética (1988), 84-339-1771-4

- Vicente Molina Foix: La comunión de los atletas, seguido de: Los ladrones de niños (1989).
- Vicente Molina Foix: La misa de Baroja (1995).
- La mujer sin cabeza. (1997). 84-01-38567-9 Die Frau ohne Kopf. Dortmund, Grafit (1997): Deutsche Übersetzung[5], 3-89425-525-0
- Vicente Molina Foix: El vampiro de la calle México (2002).
- Vicente Molina Foix: El abrecartas (2007).
- Vicente Molina Foix ; mit Luis Cremades: El invitado amargo (2014).

Artikel, Essays, Kritiken
- Vicente Molina Foix: Guía secreta de Londres, Al-Borak, Madrid, 1975.
- Vicente Molina Foix: Fan fatal, artículos, Ediciones Libertarias, Madrid, 1987
- Vicente Molina Foix: El cine estilográfico, gesammelte Kritiken 1981–1993, Anagrama, Barcelona, 1993.
- Vicente Molina Foix: La edad de oro, Interviews, El País / Aguilar, Madrid, 1997.
- Vicente Molina Foix: El novio del cine, Temas de Hoy, Madrid, 2000.
- Vicente Molina Foix: Manuel Gutiérrez Aragón, Cátedra, Madrid, 2003.
- Vicente Molina Foix: 98 y 27: dos generaciones ante el cine. (Baroja y Lorca como guionistas).
- Vicente Molina Foix: Tintoretto y los escritores, Galaxia Gutenberg, Barcelona, 2007.
- Vicente Molina Foix: El cine de las sábanas húmedas, Espejo de Tinta, Madrid, 2.

Dichtung
- Vicente Molina Foix: Los espías del realista, Ediciones Península, Edicions 62, Barcelona, 1970.
- Antinoo ciego, und weitere Gedichte für die Zeitschrift Signos 1989
- Vicente Molina Foix: Vanas penas de amor, enthält  28 Gedichte von Los espías del realista, Plaza & Janés, Barcelona, 1998.
- Vicente Molina Foix: La musa furtiva, Gesmmaelte Gedichte 1967–2012, Vandalia, Fundación José Manuel Lara, Sevilla, 2012.

Erzählungen
- Vicente Molina Foix: El niño con orejas, El Sol, Compañía Europea de Comunicación e Información, 1991.
- Vicente Molina Foix: Con tal de no morir, Anagrama, Barcelona, 2009.
- Vicente Molina Foix: El hombre que vendió su propia cama, Anagrama, Barcelona, 2011.

Theater, Filme, Oper
- Vicente Molina Foix: Los abrazos del pulpo, Theater 1985.
- Vicente Molina Foix: El viajero indiscreto, Libretto Oper von Luis de Pablo
- Vicente Molina Foix: Don Juan último, Theater, Centro Dramático Nacional, 1992
- Vicente Molina Foix: Sagitario, Film mit Ángela Molina, 2001
- Vicente Molina Foix: El hombre de la Madera, Film mit Marissa Paredes

## Preise
- Premio Barral 1973 für Busto.
- Premio Azorín 1983 für Los padres viudos.
- Herralde-Romanpreis 1988 für La quincena soviética.
- Premio Alfonso García Ramos 2002 für El vampiro de la calle México.
- Premio Salambó 2006 für El abrecartas.
- Premio Nacional de Literatura en la modalidad de Narrativa 2007 für El abrecartas.